# Eurojackpot

Eurojackpot

Eurojackpot är ett transnationellt europeiskt lotteri som lanserades i mars 2012. Från och med mars 2024 är länderna som deltar i lotteriet: Kroatien, Tjeckien, Danmark, Estland, Finland, Tyskland, Ungern, Island, Italien, Lettland, Litauen, Nederländerna, Norge, Polen, Slovakien, Slovenien, Spanien, Sverige och Grekland.
Jackpotten börjar på 10 000 000 € och kan rullas över upp till 120 000 000 €. Att spela Eurojackpot kostar €2 per rad (förutom i Litauen där det inkluderar ett obligatoriskt extra spel som heter 'Joker' som höjer priset till €3 per rad, i Grekland där det kostar €2,50 per rad och i Slovenien där det kostar €2,20 per rad).
Målet är att matcha 5 korrekta nummer av 50 plus ytterligare 2 tilläggsnummer av ytterligare 12; oddsen för att vinna jackpotten är 1:140 000 000. Det finns 12 prisnivåer för Eurojackpot.

## Odds
| Vinnande klass | Rätta siffror           | Odds att vinna   |
| -------------- | ----------------------- | ---------------- |
| 1              | Matcha 5 + 2 Euronummer | 1 på 139,838,160 |
| 2              | Matcha 5 + 1 Euronummer | 1 på 6 991 908   |
| 3              | Matcha 5 + 0 Euronummer | 1 på 3 107 515   |
| 4              | Matcha 4 + 2 Euronummer | 1 på 621 503     |
| 5              | Matcha 4 + 1 Euronummer | 1 på 31 075      |
| 6              | Matcha 3 + 2 Euronummer | 1 på 14 125      |
| 7              | Matcha 4 + 0 Euronummer | 1 på 13 811      |
| 8              | Matcha 2 + 2 Euronummer | 1 på 985         |
| 9              | Matcha 3 + 1 Euronummer | 1 på 706         |
| 10             | Matcha 3 + 0 Euronummer | 1 på 314         |
| 11             | Matcha 1 + 2 Euronummer | 1 av 188         |
| 12             | Matcha 2 + 1 Euronummer | 1 på 49          |

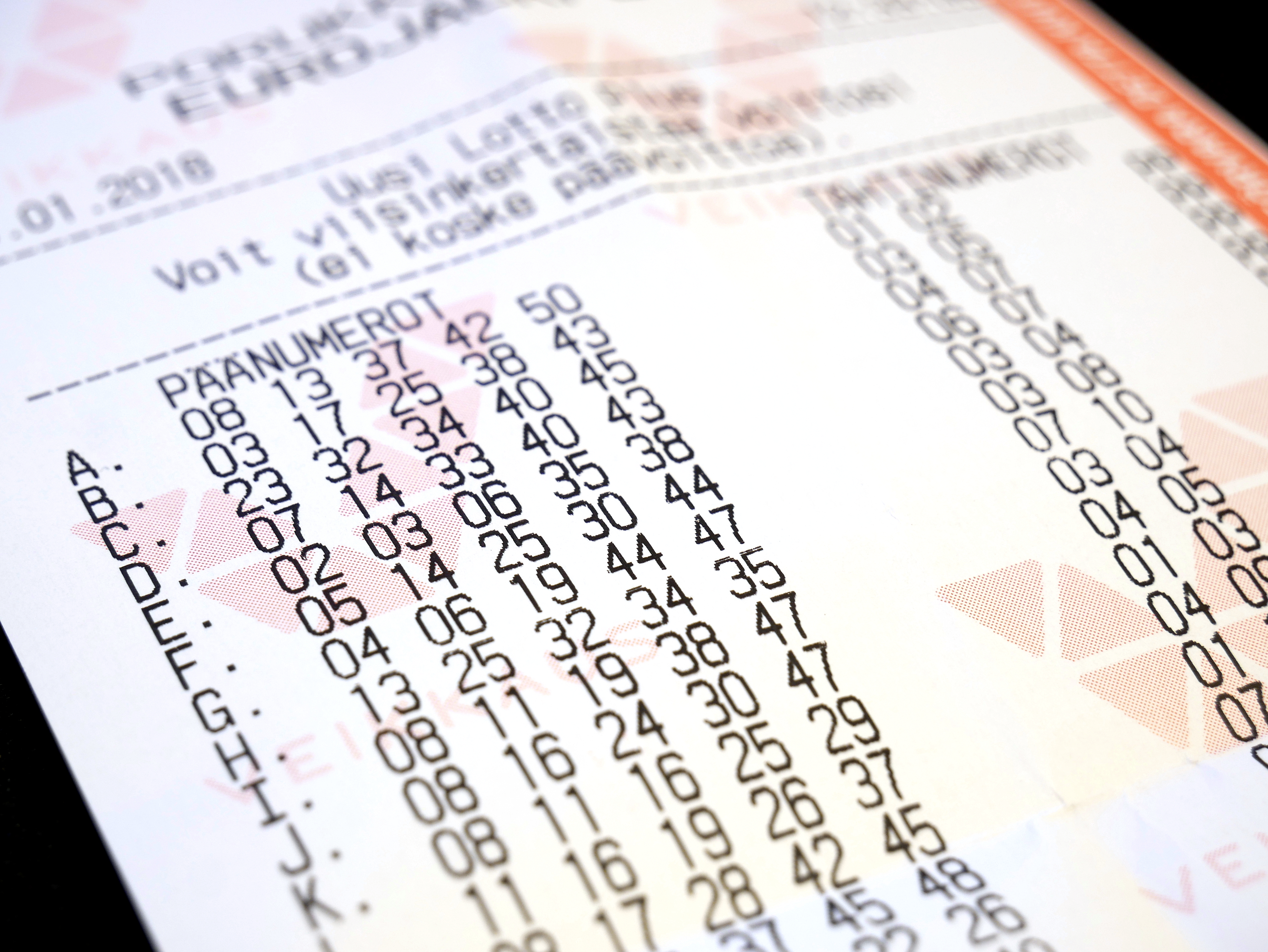
Eurojackpot spelkupong

+ Endast Grekland: Vinstklass 13, korrekt 1+1, vinstodds 1 på 9

## Jackpotbeteende
Fram till den 31 januari 2013 hade Eurojackpot-lotteriet en "rolldown"-klausul: om jackpotten inte vinner under 12 på varandra följande dragningar, kommer den 13:e dragningen att bli föremål för en rolldown där om ingen vinnare kan matcha alla 7 vinnande numren, betalas jackpotten ut till nästa vinstnivå där en vinnare är tillgänglig. Det var denna klausul som satte det tidigare jackpottrekordet på 27 545 857,50 euro i augusti 2012, eftersom en tysk spelare som matchade de 5 huvudnumren korrekt, men bara ett av euronumren (av två), gick därifrån med jackpotten i andraprisnivån.
För grupperna utom den första beräknas vinstbeloppen nationellt, och de kan variera beroende på land baserat på antal vinnare, lotteriskatt och andra skäl.

## Anmärkningsvärda vinster
| Rang | Datum      | Pris (€)    | Land     |
| ---- | ---------- | ----------- | -------- |
| 1    | 2022-07-22 | 120 000 000 | Danmark  |
| 1    | 2022-11-08 | 120 000 000 | Tyskland |
| 1    | 2023-06-23 | 120 000 000 | Tyskland |
| 1    | 2024-01-16 | 120 000 000 | Norge    |
| 1    | 2024-06-04 | 120 000 000 | Danmark  |
| 2    | 2023-08-04 | 117,242,386 | Tyskland |
| 3    | 2025-03-25 | 115,874,581 | Sverige  |
| 4    | 2022-05-20 | 110,213,537 | Tyskland |
| 5    | 2023-01-31 | 107,469,011 | Tyskland |
| 6    | 2024-07-09 | 98,183,615  | Tyskland |

Den maximala jackpotten på €120 miljoner nåddes för första gången tisdagen den 19 juli 2022. Ingen vann i den dragningen, men en spelare från Danmark vann i följande dragning fredagen den 22 juli.
Den näst största jackpotten sattes den 20 maj 2022, då ett syndikat med 15 spelare från Tyskland vann €110 miljoner. Detta pris var den första jackpotten över €90 miljoner som vann efter Eurojackpots regeländringar i mars 2022, vilket ökade jackpotttaket till €120 miljoner.
Det tidigare rekordet, och taket, var 90 000 000,00 Euro. Denna summa vanns första gången den 15 maj 2015 där en person från Tjeckien vann jackpotten på 90 000 000,00 Euro.
Den första händelsen när flera spelare har vunnit samma delade jackpott var den 7 januari 2017. För första gången vann fem personer (en från vardera tyska delstaterna Berlin, Niedersachsen och Hessen, med en vinnare från Danmark och en från Nederländerna) 18 000 000,00 Euro efter en vecka när den maximala jackpotten med 900 000 euro hade dragits. Det följdes av nästa flerfaldiga 5+2-vinst den 10 februari, när en ungersk spelare vann landets största lotterivinst någonsin (över det mest kända Ötöslottós rekord på 5/90 med 5092 miljoner Forint, vilket var 19˙216˙280,26 Euro som i november 2008).
Ett finskt syndikat på 50 spelare från Siilinjärvi, som hade spelat en systembiljett med 4 förutsägelser i 7/3-systemläget för ett totalt belopp på 504,00 Euro, vann den 23 augusti 2019 det maximala jackpottbeloppet plus ytterligare vinster från de lägre priskategorierna, alltså rekordvinsten på 91,908,724.745. GBP).
Den 22 november 2019 vann två tyska och en ungersk spelare 90 000 000,00 Euro. Varje spelare vann 30 000 000,00 Euro (Den ena ungerska spelaren vann mer än 10 miljarder Forint, vilket är landets största lotterivinst någonsin, och passerade återigen det mest berömda 5/90 Ötöslottós mest rekord med 6431 miljoner Forint, vilket var 24˙267,51˙20 i mars i valutan).
Den sista jackpotten på 90 000 000,00 euro vann den 18 mars 2022 av biljetter köpta i Finland och Norge.
Den 9 december 2022 vann en ungersk spelare 75 871 602,00 Euro (över 30 miljarder forint), vilket slog det tidigare rekordet på 10 miljarder forint, från dragningen den 22 november 2019. Dessutom vann 2 andra ungerska spelare 745 969,40 Euro (över 300 miljoner Forint), tillsammans med den 1 finska spelaren, genom att matcha 5+1-siffror.

## Historik
2006 uppstod idén kring det multinationella högvinstspelet men först sex år senare kom Eurojackpot in på lotterimarknaden. Euro Millions som är Eurojackpots största konkurrent finns sedan 2004 på marknaden och det var i och med dess succé som Tyskland, Finland, Danmark, Slovenien, Italien och Nederländerna beslöt sig för att skapa denna nya konkurrent.
I november 2011 möttes representanter för de sex europeiska ländernas spelbolag för att diskutera fram riktlinjerna och målsättningarna för Eurojackpot. Estland anslöt sig till förhandlingarna 23 mars 2012 innan Eurojackpot nådde marknaden. Senare tillkom Spanien, Island, Kroatien, Lettland, Litauen, Norge och Sverige.